# Benjamin Adams
Benjamin Willard „Ben” Adams (ur. 31 marca 1890 w Newark, zm. 14 marca 1961 w Neptune City) – amerykański lekkoatleta specjalizujący się w skoku wzwyż oraz skoku w dal, uczestnik letnich igrzysk olimpijskich w Sztokholmie (1912), dwukrotny medalista olimpijski: srebrny w skoku wzwyż z miejsca oraz brązowy w skoku w dal z miejsca.
Młodszy brat Platta Adamsa (ur. 1885, zm. 1961), złotego i srebrnego medalisty igrzysk olimpijskich w Sztokholmie.

## Sukcesy sportowe
| Rok  | Miasto    | Zawody               | Konkurencja                               | Wynik                       |
| ---- | --------- | -------------------- | ----------------------------------------- | --------------------------- |
| 1912 | Sztokholm | Igrzyska olimpijskie | skok wzwyż z miejsca skok w dal z miejsca | srebrny medal brązowy medal |

## Rekordy życiowe
- skok wzwyż z miejsca – 1,60 (1912)
- skok w dal z miejsca – 3,28 (1912)[1]